# Projekt FF
Projekt FF (neboli Projekt Fat Fucker) byl projekt CIA s cílem přimět egyptského krále Farúka I., aby učinil politické reformy, které by snížily riziko ohrožení zájmů Spojených států amerických v zemi. USA se obávaly, že rostoucí nestabilita království, která byla přičítána korupci a neschopnosti vládních elit, může vést ke komunistické revoluci.
Operativec CIA Kermit Roosevelt Jr. navrhoval podnítit nenásilnou revoluci, která by změnila režim ze zkorumpované monarchie na diktaturu pod vedením krále se silnými vazbami na USA. Nicméně Farúk na výzvu USA nereagoval a CIA se postupně rozhodla přepracovat projekt na plán svržení Farúka. Kermit Roosevelt se v tajnosti sešel s hnutím svobodných důstojníků, nacionální organizací členů armády nespokojených s králem a s tolerováním postkoloniální přítomnosti Britů v zemi. Představitelé hnutí Muhammad Nadžíb a Gamál Násir však již plánovali vlastní převrat a v červenci 1952 zahájili egyptskou revoluci. CIA po svržení krále Farúka I. podporovala novou vládu Muhammada Nadžíba a pomáhala Egyptu vytvořit vlastní zpravodajskou službu.